# Palais Pozzi Besana
Le palais Pozzi Besana ou palais Besana (en italien : Palazzo Pozzi Besana), est un bâtiment néoclassique de la ville de Milan en Italie.

## Histoire
Le bâtiment est construit en 1815 à la demande de Ludovico di Belgioioso. Le projet est conçu par l'architecte Giovanni Battista Piuri. 

## Description
Le palais présente un style néoclassique d'inspiration palladienne. La façade principale se caractérise par la présence de huit colonnes d'ordre ionique.